# Onthophagus viriditinctus
Onthophagus viriditinctus là một loài bọ cánh cứng trong họ Bọ hung (Scarabaeidae).